# Palicourea demissa
Palicourea demissa är en måreväxtart som beskrevs av Paul Carpenter Standley. Palicourea demissa ingår i släktet Palicourea och familjen måreväxter. Inga underarter finns listade i Catalogue of Life.